# Макос, Григорис
Григо́рис Ма́кос (греч. Γρηγόρης Μάκος; 18 января 1987, Афины) — греческий футболист, полузащитник. Выступал за сборную Греции, участник чемпионата Европы 2012 года.

## Карьера

### Клубная
Макос — воспитанник молодёжной команды «Илиуполи». В 2003 году стал игроком клуба «Паниониос». В первой команде дебютировал 23 мая 2004 года в матче против «Проодефтики». Свой первый гол за «Паниониос» забил 1 октября 2005 года, в ворота клуба «Левадиакос». Макос быстро стал одним из важнейших игроков «Паниониоса», а уже в 2006 году, в возрасте 19 лет он был выбран капитаном команды. Уверенная игра Макоса привела к интересу со стороны ведущих команд Греции, а также зарубежных команд, например немецкого «Мюнхена 1860». В итоге, «Паниониос» согласился продать Макоса в афинский АЕК.
24 июня 2009 года Макос заключил пятилетний контракт с АЕК. Сам Григорис отметил, что одной из причин перехода в АЕК стал главный тренер клуба Душан Баевич. В новой команде Макос продолжил выступать под номером 14, под которым он играл с юношеских лет.
20 августа дебютировал в составе АЕК во встрече Лиги Европы с румынским «Васлуем». В чемпионате Греции первый матч сыграл 30 августа против «Атромитоса» и помог своей команде победить со счётом 1:0. Всего за первый сезон Макос сыграл за АЕК к 28 матчах: 21 — в чемпионате, 1 — в Кубке Греции, 6 — в Лиге Европы. Следующий сезон Макос провёл на высоком уровне, и был одним из немногих футболистов клуба, которые не подвергались критике со стороны болельщиков. В конце года выиграл первый трофей в составе АЕК — Кубок Греции.

### В сборной
После того, как Макос стал одним из основных футболистов «Паниониоса», его начали приглашать в молодёжную сборную Греции. За молодёжную сборную сыграл 17 матчей. 5 февраля 2008 года в матче против сборной Чехии дебютировал в национальной сборной Греции. Макос вошёл в предварительный состав сборной на чемпионат мира 2010 года, но в окончательную заявку включён не был.
Макос вошёл в заявку сборной Греции на чемпионат Европы 2012 года. На турнире сыграл в 2 матчах и вместе с командой дошёл до стадии четвертьфинала.

## Достижения
- Обладатель Кубка Греции: 2010/11